# Gouvernement de Moscou (1995-)
Le gouvernement de Moscou (en russe : Правительство Москвы) est l'organe exécutif de la ville fédérale de Moscou, capitale de la Russie. Il est dirigé par le maire de Moscou et comprend également les vice-maires et les ministres.

## Fonctions
Selon la Constitution de la fédération de Russie, Moscou est un sujet indépendant de la fédération de Russie, doté du statut de ville d'importance fédérale.
La structure, le fonctionnement et les pouvoirs du gouvernement de Moscou sont établis par la législation de Moscou, adoptée par la Douma de la ville de Moscou.
Le gouvernement de Moscou émet des ordres qui sont signés par le maire.

## Siège
Le gouvernement siège dans un immeuble situé sur la nouvelle rue Arbat, autrefois occupé par le Conseil d'assistance économique mutuelle (Comecon). Depuis 2016, le gouvernement loue en outre 55 000 m2 de bureaux dans l'immeuble OKO.